# SS Возничего
SS Возничего (лат. SS Aurigae) — карликовая новая, двойная катаклизмическая переменная звезда типа SS Лебедя (UGSS) в созвездии Возничего на расстоянии приблизительно 847 световых лет (около 260 парсеков) от Солнца. Видимая звёздная величина звезды — от +16,13m до +10,2m.

## Характеристики
Первый компонент — аккрецирующий белый карлик спектрального класса pec(UG) или sdBe.
Второй компонент — жёлтая звезда спектрального класса G. Эффективная температура — около 5574 К.